# Pipare
Pipare, tidigare pipare och vipor eller brockfåglar (Charadriidae) är en familj fåglar inom ordningen vadarfåglar. Arterna inom familjen har ofta en brokigt tecknad fjäderdräkt och kort näbb. Många av dem uppträder ofta i anslutning till vatten, och de letar mat på ett typiskt sätt då de står helt still en stund för att sedan gå några steg, för att sedan stå stilla igen, och så vidare.

## Systematik
Familjen delades traditionellt upp i de två underfamiljerna Vanellinae, med vipor i släktet Vanellus samt Charadriinae, med pipare i framför allt släktet Charadrius, och utöver detta även en handfull mindre släkten, som Pluvialis, Thinornis, Elseyornis, Phegornis, Anarhynchus, Erythrogonys och Peltohyas). Flera DNA-studier visar dock att denna indelning inte återspeglar arternas släktskap, där Charadrius är kraftigt parafyletiskt med vissa arter närmare släkt med vipor och andra udda pipare som australiska inlandspiparen (Peltohyas australis) och arten snednäbb i Nya Zeeland (Anarhynchus frontalis) än med typarten för släktet större strandpipare. Samma studier visar också att de båda släktena Thinornis och Elseyornis är relativt närbesläktade med större strandpipare. Resultaten visar även att fjällpipare och rostbröstad pipare (som traditionellt placeras i Charadrius) samt brokpiparen (ofta behandlad som en vipa i Vanellus) utgör helt egna utvecklingslinjer, liksom att ljungpipare med släktingar i  Pluvialis är systergrupp till resten av familjen.
Detta har medfört att de flesta arter i Charadrius lyfts ur och istället förenats med snednäbben i släktet Anarhynchus. Vidare har fjällpiparen och rostbröstad pipare placerats i egna släkten, Eudromias respektive Zonibyx, liksom brokpiparen (Hoploxypterus). Slutligen expanderas Thinornis till att inkludera Elseyornis och några arter tidigare i Charadrius, däribland mindre strandpipare.

## Släkten och arter
Listan nedan med släkten och arter följer AviList.
- Släkte Pluvialis
  - Kustpipare (Pluvialis squatarola)
  - Ljungpipare (Pluvialis apricaria)
  - Amerikansk tundrapipare (Pluvialis dominica)
  - Sibirisk tundrapipare (Pluvialis fulva)
- Släkte Oreopholus
  - Rosthalspipare (Oreopholus ruficollis)
- Släkte Hoploxypterus – tidigare i Vanellus
  - Brokpipare (Hoploxypterus cayanus)
- Släkte Phegornis
  - Diadempipare (Phegornis mitchellii)
- Släkte Zonibyx – tidigare i Charadrius
  - Rostbröstad pipare (Zonibyx modestus)
- Släkte Eudromias – tidigare i Charadrius
  - Fjällpipare (Eudromias morinellus)
- Släkte Charadrius
  - Skrikstrandpipare (Charadrius vociferus)
  - Större strandpipare (Charadrius hiaticula)
  - Flikstrandpipare (Charadrius semipalmatus)
  - Flöjtstrandpipare (Charadrius melodus)
- Släkte Thinornis
  - Svarthuvad strandpipare (Thinornis cucullatus)
  - Chathampipare (Thinornis novaeseelandiae)
  - Svartpannad strandpipare (Thinornis melanops) – tidigare i Elseyornis
  - Savannstrandpipare (Thinornis forbesi) – tidigare i Charadrius
  - Trebandad strandpipare (Thinornis tricollaris) – tidigare i Charadrius
  - Flodstrandpipare (Thinornis placidus) – tidigare i Charadrius
  - Mindre strandpipare (Thinornis dubius) – tidigare i Charadrius
- Släkte Vanellus
  - Tofsvipa (Vanellus vanellus)
  - Långtåvipa (Vanellus crassirostris)
  - Smedvipa (Vanellus armatus)
  - Sporrvipa (Vanellus spinosus)
  - Flodvipa (Vanellus duvaucelii)
  - Gulflikvipa (Vanellus malabaricus)
  - Svarthuvad vipa (Vanellus tectus)
  - Vitkronad vipa (Vanellus albiceps)
  - Mörk sorgvipa (Vanellus lugubris)
  - Ljus sorgvipa (Vanellus melanopterus)
  - Kronvipa (Vanellus coronatus)
  - Vårtvipa (Vanellus senegallus)
  - Etiopienvipa (Vanellus melanocephalus)
  - Brunbröstad vipa (Vanellus superciliosus)
  - Gråhuvad vipa (Vanellus cinereus)
  - Rödflikvipa (Vanellus indicus)
  - Javavipa (Vanellus macropterus)
  - Bältesvipa (Vanellus tricolor)
  - Maskvipa (Vanellus miles)
  - Stäppvipa (Vanellus gregarius)
  - Sumpvipa (Vanellus leucurus)
  - Sydamerikansk vipa (Vanellus chilensis)
  - Andinsk vipa (Vanellus resplendens)
- Släkte Erythrogonys
  - Brunsidig pipare (Erythrogonys cinctus)
- Släkte Peltohyas
  - Inlandspipare (Peltohyas australis)
- Släkte Anarhynchus – alla utom snednäbb tidigare i Charadrius
  - Kaspisk pipare (Anarhynchus asiaticus)
  - Orientpipare (Anarhynchus veredus)
  - Tibetpipare (Anarhynchus atrifrons)
  - Kamtjatkapipare (Anarhynchus mongolus)
  - Ökenpipare (Anarhynchus leschenaultii)
  - Tvåbandad strandpipare (Anarhynchus bicinctus)
  - Maoripipare (Anarhynchus obscurus)
  - Snednäbb (Anarhynchus frontalis)
  - Tjocknäbbad strandpipare (Anarhynchus wilsonia)
  - Svartkronad strandpipare (Anarhynchus collaris)
  - Präriepipare (Anarhynchus montanus)
  - Patagonienpipare (Anarhynchus falklandicus)
  - Punastrandpipare (Anarhynchus alticola)
  - Madagaskarpipare (Anarhynchus thoracicus)
  - Herdepipare (Anarhynchus pecuarius)
  - Sankthelenapipare (Anarhynchus sanctaehelenae)
  - Rödhuvad strandpipare (Anarhynchus ruficapillus)
  - Snöstrandpipare (Anarhynchus nivosus)
  - Sodasjöpipare (Anarhynchus pallidus)
  - Malajstrandpipare (Anarhynchus peronii)
  - Vitpannad strandpipare (Anarhynchus marginatus)
  - Javastrandpipare (Anarhynchus javanicus)
  - Sandstrandpipare (Anarhynchus dealbatus)
  - Svartbent strandpipare (Anarhynchus alexandrinus)